# Suối Ca Nan
Suối Ca Nan là phụ lưu cấp 1 của dòng Nậm Mô, và là phụ lưu cấp 2 của sông Lam, chảy ở tỉnh Nghệ An .

## Dòng chảy
Suối Ca Nan bắt nguồn từ các suối ở dải núi biên giới Việt Lào tại vùng đất xã Na Ngoi 19°15′51″B 104°05′58″Đ / 19,264231°B 104,099486°Đ, chảy uốn lượn theo hướng đông bắc .
Đến bản Khe Nằn xã Chiêu Lưu thì suối Ca Nan đổ vào dòng Nậm Mô.

## Thủy điện
Thủy điện Ca Nan được xây dựng trên dòng Ca Nan với 2 bậc, có tổng công suất lắp máy 23 MW, khởi công ngày 21/4/2017 :
1. Ca Nan 1 có công suất lắp máy 7 MW, tại vùng đất xã Na Ngoi, dự kiến phát điện quý 3/2018.
2. Ca Nan 2 có công suất lắp máy 16 MW, tại vùng đất xã Chiêu Lưu và xã Hữu Kiệm, dự kiến phát điện quý 2/2018[5].

## Chỉ dẫn
1. ↑  Trong tiếng Tày-Thái "Nậm" đã có nghĩa là nước, sông, suối.